# Гну Куксона
Антилопа гну Куксона ( Connochaetes taurinus cooksoni )  — підвид блакитної антилопи гну, ендемік долини Луангва річки Луангва, Замбія.  Мігрує до центральної частини Малаві. У порівнянні з іншими підвидами блакитного гну, він має більше тіло та роги. Він також має світліше забарвлення, ніж основний підвид. Чорна нижня частина голови, темно-чорний хвіст, тіло від світло-коричневого до світло-чорного. Чорний, маленька борідка і сиві роги. Коричневий верх голови, з різними відтінками кольору. Червоний список МСОП вносить його до списку «найменшого занепокоєння», оскільки для цього підвиду немає серйозних загроз, окрім браконьєрства. Проте обмежений ареал створює певні ризики.